# یوکی کوندو
یوکی کوندو (انگلیسی: Yuki Kondo؛ زادهٔ ۱۷ ژوئیهٔ ۱۹۷۵) ورزشکار هنرهای رزمی ترکیبی و کاراته‌کا اهل ژاپن است. وی از سال ۱۹۹۶ میلادی تاکنون مشغول فعالیت بوده‌است.